# Agostino Busti

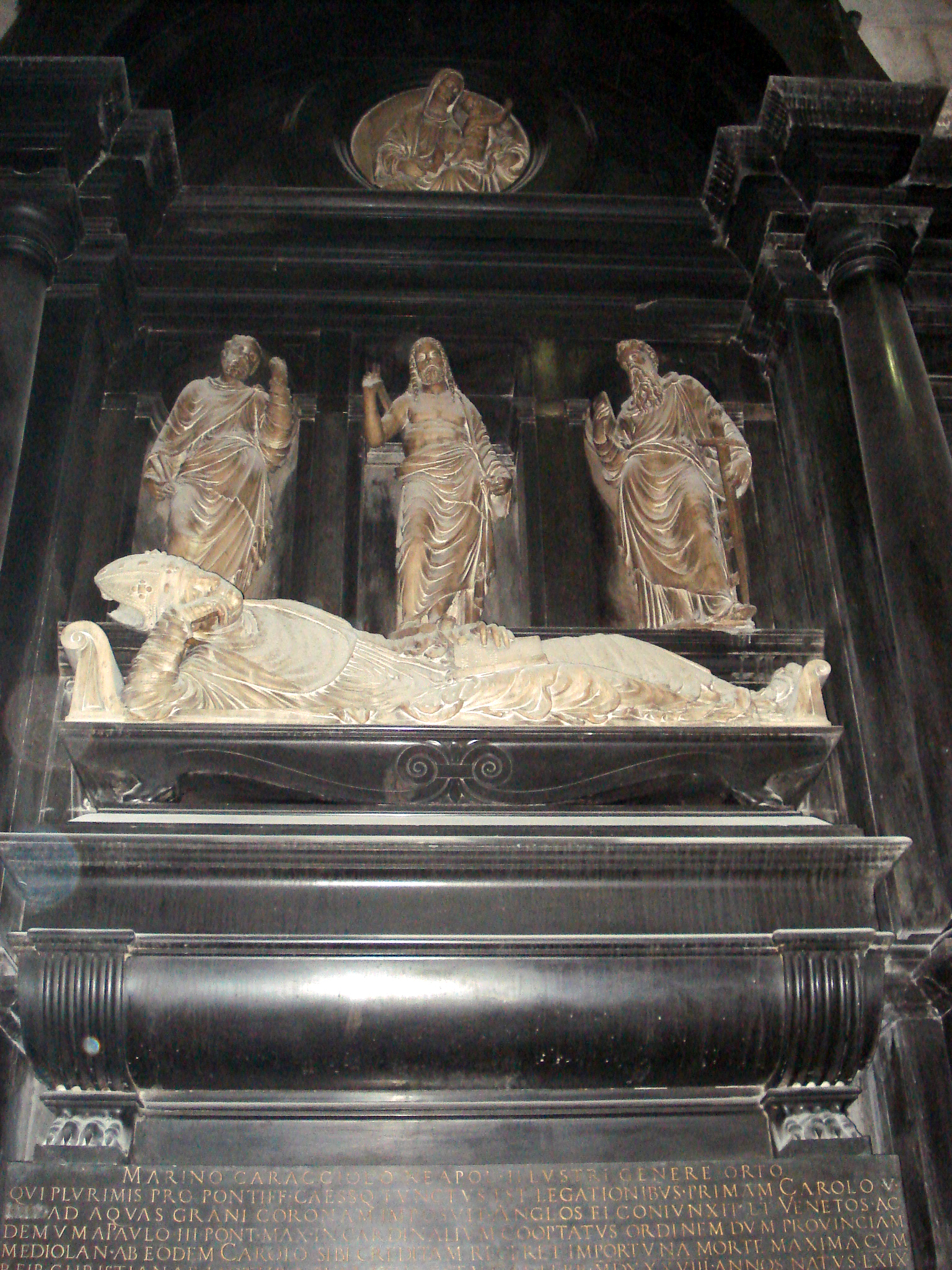
Grafmonument door Bambaia in de Dom van Milaan van kardinaal Marino Caracciolo, tevens Gouverneur van het Hertogdom Milaan

Agostino Busti (Busto Arsizio, Italië, 1483 - Milaan, 1548), ook wel bekend als Il Bambaia, was een Italiaanse beeldhouwer en architect uit de hoogrenaissance. Hij behoorde tot de ridderorde in het klooster Certosa di Pavia (in de gelijknamige gemeente Certosa di Pavia).
Werk van Busti omvat vele graftombes in Italiaanse kerken. Ook is zijn werk onder andere te zien in het Kimbell Art Museum in Fort Worth, Texas, VS.